# ニコラ・コロンベル
ニコラ・コロンベル（Nicolas Colombel,1644年頃 - 1717年）は、プッサンの影響を強く受けたフランスの画家。

## 生涯
セーヌ＝マリティーム県のソットヴィル＝レ＝ルーアンで生まれた。パリにでてPierre Sèveに学んだ後、1680年にはローマに移った。ローマで活動していたフランスの画家、ニコラ・プッサンの作品や、イタリアのバロックの画家、ドメニキーノの作品から影響を受けた。1686年にアカデミア・ディ・サン・ルカに入会した。ローマでも音も有名なフランス人画家の一人となった。
1691年頃フランスに帰国し、1694年に王立絵画彫刻アカデミーの会員として認められた。1701年にアカデミーの助教授、1705年に教授に任じられた。

## ギャラリー

ニコラ・コロンベルの作品
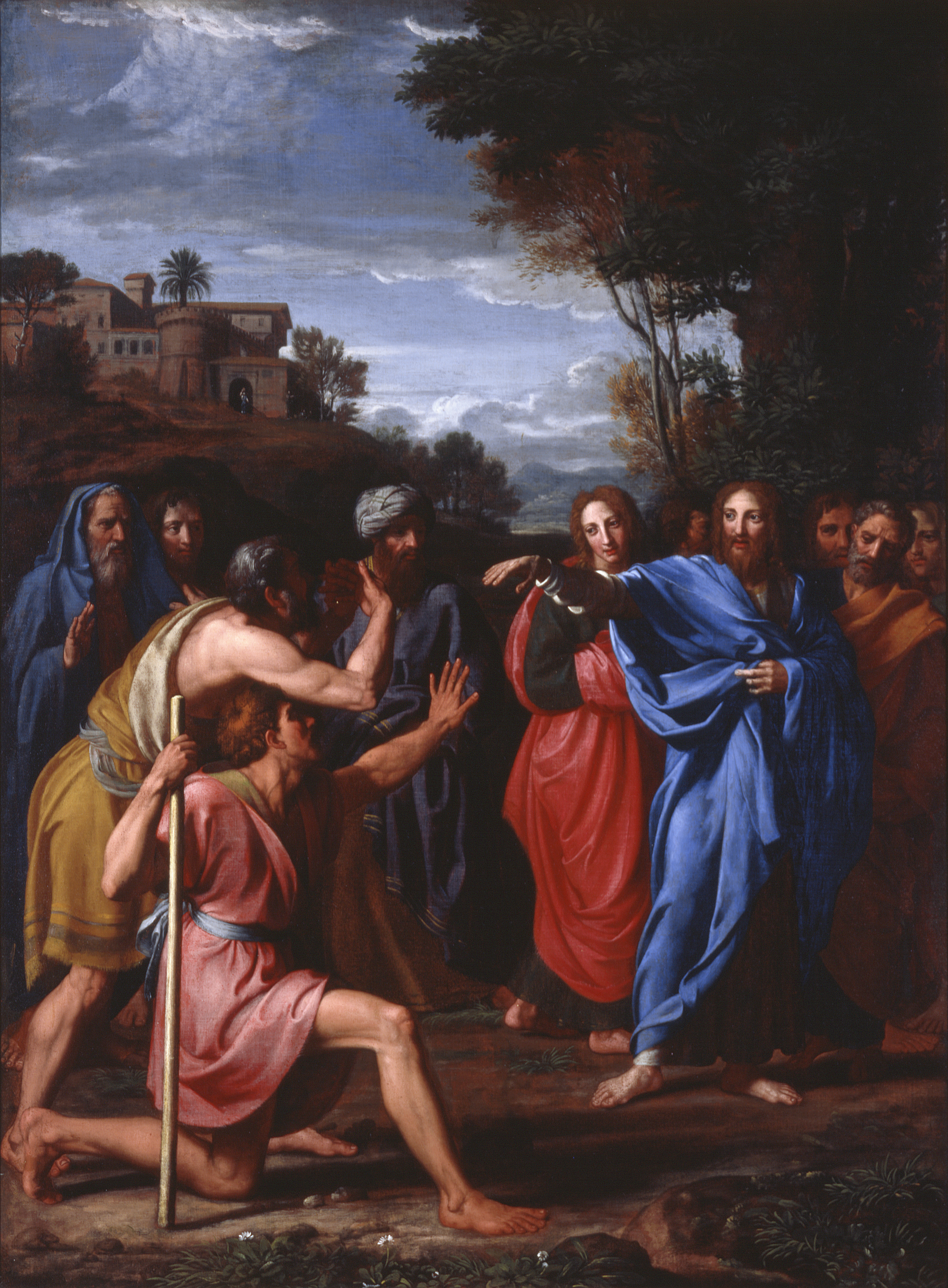
Jésus Christ guérissant les deux aveugles de Jéricho, (1682), セントルイス美術館
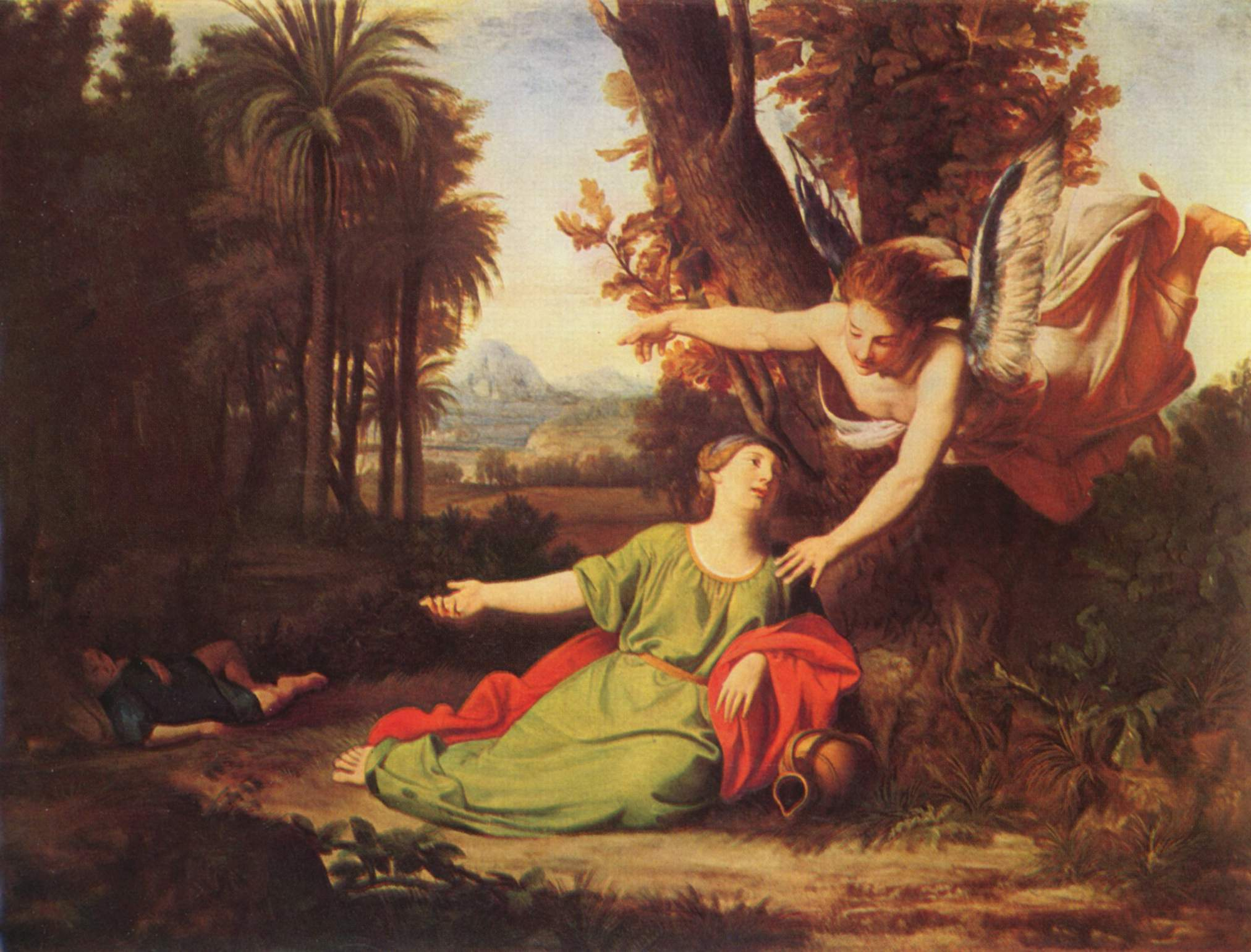
Hagar et Ismaël dans le désert, (av. 1682), ブダペスト国立西洋美術館
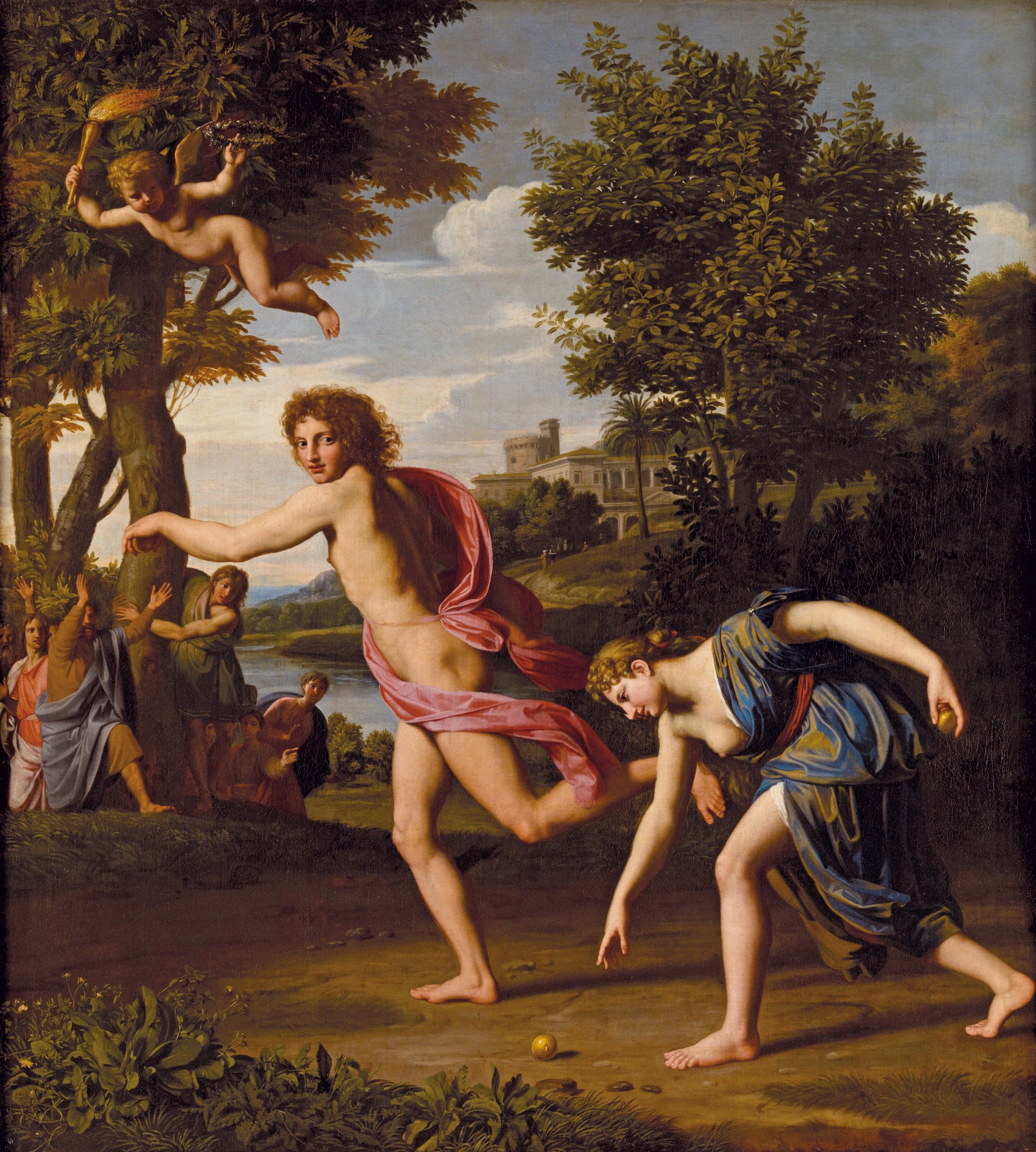
Hippomène et Atalante (1680頃), ウィーン, Liechtenstein Museum
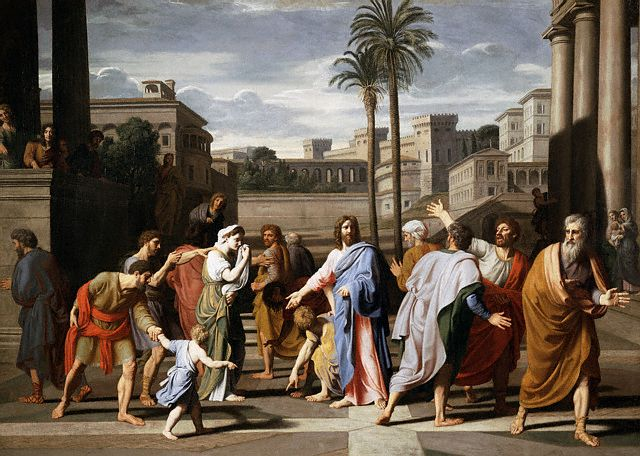
Le Christ et la femme adultère (1682), ルーアン美術館
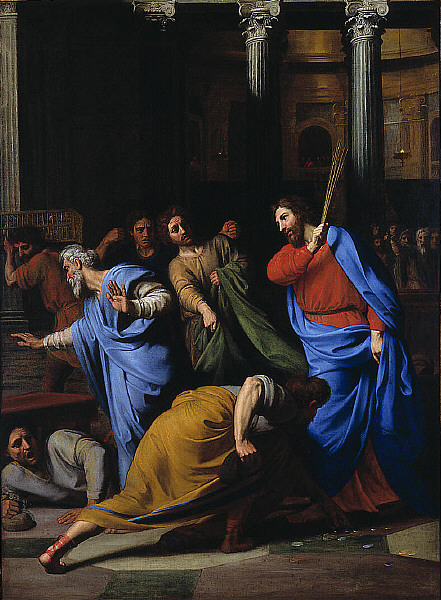
Le Christ chassant les marchands du temple (1682), セントルイス美術館
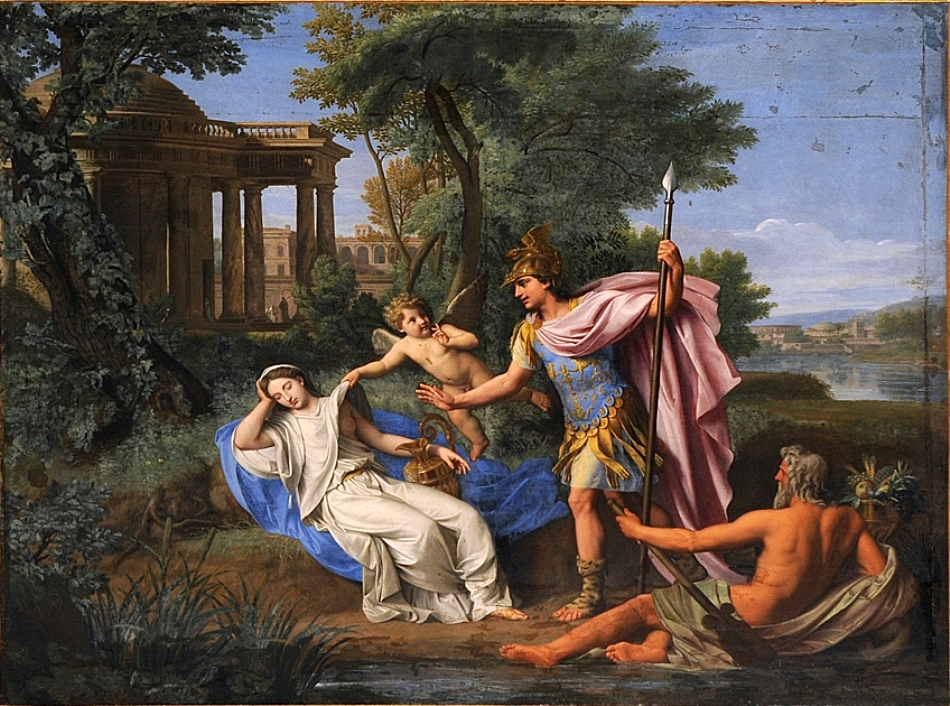
Mars et Rhéa (1694), パリ国立高等美術学校
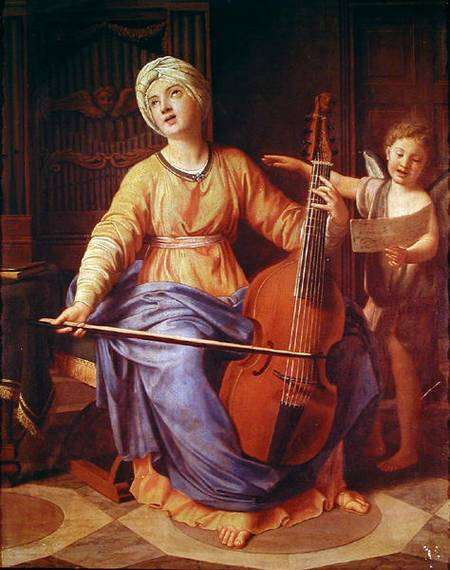
Sainte Cécile jouant de la basse de viole (après 1694), ルーアン美術館